# Arachnodes globulosus
Arachnodes globulosus är en skalbaggsart som beskrevs av Künckel D'herculais 1887. Arachnodes globulosus ingår i släktet Arachnodes och familjen bladhorningar. Inga underarter finns listade.